# Kelvin Castro
Kelvin Castro (* Portoviejo, Ecuador, 31 de marzo de 1981). es un futbolista ecuatoriano que juega de defensa en Colón Fútbol Club de la Segunda Categoría de Ecuador.

## Trayectoria
Comenzó en las divisiones inferiores de Palmeiras, luego fue transferido a Liga de Portoviejo donde debutó en 2002. Fue prestado a Cañita Sport en 2004, regresó a Liga de Portoviejo hasta 2006. En 2007, pasó a Macará y fue prestado a Manta FC a mitad de año. Regresó a Macará en 2008 y en 2009 jugó en Águilas. En 2010, regresó a su amado Liga de Portoviejo hasta 2011, cuando el club perdió la categoría. Jugó en Deportivo Colón en 2012 y regresó a Liga de Portoviejo en 2013, consiguiendo el ascenso a la Serie B de Ecuador.

## Clubes
| Club               | País    | Año       |
| ------------------ | ------- | --------- |
| Palmeiras          | Ecuador | 1998      |
| Liga de Portoviejo | Ecuador | 1999-2002 |
| Cañita Sport       | Ecuador | 2003      |
| Liga de Portoviejo | Ecuador | 2004-2006 |
| Macará             | Ecuador | 2007      |
| Manta F.C.         | Ecuador | 2007      |
| Macará             | Ecuador | 2008      |
| Águilas            | Ecuador | 2009      |
| Liga de Portoviejo | Ecuador | 2010-2011 |
| Deportivo Colón    | Ecuador | 2012      |
| Liga de Portoviejo | Ecuador | 2013-2014 |
| Colón Fútbol Club  | Ecuador | 2015-     |